# Skrzetusko
Skrzetusko – osiedle Bydgoszczy położone na tzw. Dolnym Tarasie, niestanowiące obecnie jednostki pomocniczej miasta. Sąsiadowało z osiedlami: Bielawy, Bartodzieje, Babia Wieś i Śródmieście, a po utracie statusu jednostki pomocniczej miasta zostało podzielone między dwa pierwsze osiedla.
Granice osiedla wyznaczała od południa rzeka Brda, od północy ul. Skłodowskiej-Curie i Moniuszki, od wschodu ul. Wyszyńskiego, a od zachodu ul. Ogińskiego. Ponadto do osiedla należał trójkąt na północ od głównej części osiedla między ulicami Moniuszki, Ogińskiego i Sportową.

## Historia
W 1915 Hermann Stubben zaprojektował koncepcję urbanistyczną dla dzielnicy Schröttersdorf (pol. Szretery, po 1920 Skrzetusko), która została zrealizowana tylko w części. W myśl założeń projektowych, miała to być kolejna dzielnica-ogród. Zrealizowanym fragmentem tej koncepcji jest willowa zabudowa wzdłuż obecnych ulic Chopina i Wyczółkowskiego, zapoczątkowana w okresie międzywojennym.
Gmina podmiejska Skrzetusko została włączona w 1920 roku do granic administracyjnych Bydgoszczy. Obejmowała ona obszary między ulicami: Ogińskiego, Powstańców Wlkp., Gajową i rzeką Brdą. Północną granicę z Bielawami (Bleichfelde) wyznaczała ul. Powstańców Wlkp. W okresie międzywojennym kilka ulic otrzymało nową zabudowę, w części uzupełniono zabudowę już istniejącą, np. w latach 1921-22 przy ul. Moniuszki z funduszy i na terenie miasta powstało osiem bliźniaczych domów parterowych, z wysokimi, mansardowymi dachami, których projektantem był Bogdan Raczkowski. Domy otoczone były ogrodami.
W 1924 roku w południowej części osiedla powstała istniejąca do dziś firma produkująca pasmanterię („Pasamon”).
W tym samym 1924 r. powstał nowoczesny stadion przy obecnej ul. Sportowej.
W okresie PRL między ul. Chopina i Ogińskiego powstało sztuczne lodowisko Torbyd. W 2015 roku miasto ogłosiło przetarg na rozbiórkę tego obiektu, którą rozpoczęto w maju 2016.

## Oświata
- Muzeum Oświaty przy ul. Skłodowskiej-Curie
- Wojewódzka Biblioteka Pedagogiczna przy ul. Skłodowskiej-Curie
- Zespół Szkół Budowlanych przy ul. Pestalozziego
- Szkoła Podstawowa nr.31
- Zespół Szkół Elektronicznych przy ul. Karłowicza, ze zbudowaną w l. 2018-2019 halą sportową przy ul. Wyczółkowskiego (koszt: 15 mln zł)[9].
- Przedszkole nr 33 Jacek i Agatka przy ul. Skłodowskiej-Curie 36a, z l. 1964-66, zbudowane w czynie społecznym jako pierwsze w Bydgoszczy[10]

## Służba zdrowia
- Wojewódzki Ośrodek Medycyny Pracy przy ul. Karłowicza

## Zabytki
- Młyny Kentzera z XIX w. – obecnie mieści się w nich Hotel „Słoneczny Młyn”

## Komunikacja
Przez osiedle przebiega droga krajowa nr 5 (E261) (na wschodniej granicy osiedla).
Linie autobusowe przebiegające przez osiedle: 59, 60, 64, 65, 67, 68, 69 i 89.